# Cosmoscarta convexa
Cosmoscarta convexa är en insektsart som först beskrevs av Walker 1870.  Cosmoscarta convexa ingår i släktet Cosmoscarta och familjen spottstritar. Inga underarter finns listade i Catalogue of Life.